# Ванлинт, Дерек
Дерек Ванлинт (англ. Derek Vanlint; 7 ноября 1932, Лондон — 23 февраля 2010, Торонто) — канадский оператор-постановщик и кинорежиссёр, известный по работе над фильмами «Чужой» (1979), «Победитель дракона» (1981), «Страх над городом» (2000) и «Люди Икс» (2000).

## Карьера
Дерек Ванлинт прежде всего работал над телевизионной рекламой. Он производил рекламу и короткометражки для Guinness Brewery, PepsiCo и British Airways. А также был членом Ridley Scott Associates, коммерческой и кинопроизводственной компании.
Он работал в качестве оператора-постановщика над фильмом Чужой (1979). Работа Ванлинта над фильмом получила признание критиков, и он получил номинацию на премию BSC.
До своей смерти в 2010 году, Ванлинт работал почти исключительно над рекламными роликами, хотя в 2000-м году он ненадолго вернулся к художественным фильмам, занимаясь съемкой спец-эффектов для Людей Икс.
Ванлинт умер в Торонто после непродолжительной болезни 23 февраля 2010 года. Ему было 77 лет. На протяжении всей своей карьеры он работал над рекламой таких компаний, как British Airways, Chevrolet, Coca-Cola, General Motors, Guinness, Kellogg's, Levi's, Maxwell House, Pepsi и Visa.

## Фильмография

### Оператор-постановщик
- 2000 — «Страх над городом»/The Spreading Ground
- 1981 — «Победитель дракона»/Dragonslayer
- 1980 — «The Bed»
- 1979 — «Чужой»/Alien
- 1970 — «Simon Simon»
- 1966 — «This Time Tomorrow»

### Режиссер
- 1967 — «Morning, Noon and Night»

### Оператор
- 1965 — «A Penny for Your Thoughts or 'Birds, Dolls & Scratch' English Style»

### Спецэффекты
- 2000 — «Люди Икс»

### Собственное появление
- 2009 — «Северное сияние»/Northern Lights
- 2003 — «The Beast Within: The Making of 'Alien'»

### Прочее
- 2003 — «The Scourge of Worlds: A Dungeons & Dragons Adventure»

## Награды
- 2000 — премия Gold Award (Страх над городом).
- 2000 — номинирован на премию Golden St. George (Страх над городом).
- 1979 — номинирован на премию Best Cinematography Award (Чужой).